# Rodrigo Huescas
Rodrigo Huescas, né le 18 septembre 2003 à Naucalpan de Juárez au Mexique, est un footballeur international mexicain qui évolue au poste d'arrière droit au FC Copenhague.

## Biographie

### En club
Né à Naucalpan de Juárez au Mexique, Rodrigo Huescas est formé au Cruz Azul. Il joue son premier match en professionnel le 7 avril 2021, lors d'une rencontre de Ligue des champions de la CONCACAF face au Arcahaie FC. Il entre en jeu à la place de Jaiber Jiménez et les deux équipes se neutralisent (0-0 score final).
Le 23 juin 2022, il prolonge son contrat avec son club formateur de trois années supplémentaires.
Huescas inscrit son premier but en professionnel le 15 août 2022, lors d'une rencontre de championnat face au Deportivo Toluca. Il marque après être entré en jeu mais ne peut empêcher la défaite de son équipe par trois buts à deux.
Le 10 juillet 2024, Rodrigo Huescas signe au FC Copenhague.
Huescas participe au seizième titre de champion du Danemark du FC Copenhague lors de la saison 2024-2025. Il remporte ensuite la coupe du Danemark, étant titularisé le 29 mai 2025 lors de la finale qui oppose son équipe au Silkeborg IF (victoire 3-0 de Copenhague),.

### En sélection
Rodrigo Huescas commence sa carrière internationale avec l'équipe du Mexique des moins de 16 ans. Il joue au total six matchs avec cette sélection en 2019 et marque deux buts.
Rodrigo Huescas est convoqué pour la première fois avec l'équipe nationale du Mexique en décembre 2023 par le sélectionneur Jaime Lozano.
En juin 2024, il participe au Tournoi Maurice Revello en France, avec le Mexique.

## Palmarès

### En club
FC Copenhague
- Championnat du Danemark (1) :
  - Champion : 2024-2025.
- Coupe du Danemark (1) :
  - Vainqueur : 2024-2025.